# Meteorologiåret 1934

## Händelser

### Januari
- 1 januari-31 december - 1934 blir det varmaste året någonsin i USA.[1]
- 9-10 januari - Snöslask och isstormar härjar i sydvästra Minnesota, USA [2].
- 31 januari – I Singapore uppmäts temperaturen + 19.4 °C (66.9 °F), vilket blir Singapores lägst uppmätta temperatur någonsin [3].

### Februari
- Februari - Vasaloppet ställs in på grund av snöbrist [4].
- 25 februari – En sen köldvåg härjar i Minnesota, USA [5].

### April
- 12 april - På Mount Washington, New Hampshire i USA uppmäts snabbaste vindhastigheten med anemometer, tropisk cyklon undantaget, med 372 kilometer i timmen (231 engelska mil i timmen).[6].

### Maj
- 10 maj – En sandstorm härjar i Minnesota, USA och orsakar strömavbrott [7].
- 16 maj – En värmebölja härjar i Minnesota, USA [7].
- 31 maj – En värmebölja härjar i Minnesota, USA [7].

### Juli
- Juli - Översvämningar härjar i Polen.[8]
- 17 juli – Frost skadar åkrarna i Minnesota, USA [9].
- 23 juli - En värmebölja härjar i USA.[10]

### Augusti
- 24 augusti – Tidiga arktiska vindar slår till mot Minnesota, USA [11].

### September
- September - Karesuando, Sverige upplever sin nederbördsrikaste septembermånad någonsin, 89 millimeter [12].

### Oktober
- 2 oktober - 1 600 personer omkommer vid då en tyfon slår till mot Japan [13]. Stora delar av Japans risskörd förstörs [14].

### December
- December - Stora delar av Norrland och Svealand i Sverige upplever en mycket mild decembermånad [15].

### Okänt datum
- Reichswetterdienst bildas i Tyskland [16].
- Nederbörden i Hudiksvall, Sverige börjar mätas [12].
- Torne älv i Sverige drabbas av svår islossning [17].

## Födda
- 15 juli – Gandikota V. Rao, indisk-amerikansk meteorolog.

## Avlidna
- 5 februari – William Morris Davis, amerikansk geolog, geograf och meteorolog.
- 11 maj – Orest Chvolson, rysk fysiker och meteorolog.

### Fotnoter
1. ↑  http://www.realclimate.org/index.php/archives/2007/08/1934-and-all-that/
2. ↑  ”Arkiverade kopian”. Arkiverad från originalet den 22 juni 2010. https://web.archive.org/web/20100622121311/http://climate.umn.edu/pdf/ice_storms_in_minnesota.pdf. Läst 15 februari 2011.
3. ↑  ”General Climate Information”. Malaysia Meteorological Department. Arkiverad från originalet den 22 juli 2011. https://web.archive.org/web/20110722234125/http://www.met.gov.my/index.php?option=com_content&task=view&id=30&Itemid=1090. Läst 30 juni 2010.
4. ↑  20:e århundrades När Var Hur, Bernt Himmelstedt, Forum, 1999
5. ↑  ”Arkiverade kopian”. Arkiverad från originalet den 26 juli 2010. https://web.archive.org/web/20100726102650/http://www.climate.umn.edu/pdf/day_in_weather_history/february_wx_history.pdf. Läst 16 februari 2011.
6. ↑  ”101 Amazing Earth Facts”. SPACE.com. Arkiverad från originalet den 24 juli 2003. https://web.archive.org/web/20030724182204/http://www.space.com/scienceastronomy/101_earth_facts_030722-1.html. Läst 20 augusti 2010.
7. 1 2 3  ”Arkiverade kopian”. Arkiverad från originalet den 16 juli 2010. https://web.archive.org/web/20100716103814/http://www.climate.umn.edu/pdf/day_in_weather_history/may_wx_history.pdf. Läst 16 februari 2011.
8. ↑  Zbigniew W. Kundzewicz (25 oktober 2013). ”Adapting flood preparedness tools to changing flood risk conditions: the situation in Poland” (på engelska). Institute of Oceanology. sid. 386. http://www.iopan.gda.pl/oceanologia/562kundz.pdf. Läst 27 september 2014.
9. ↑  ”Arkiverade kopian”. Arkiverad från originalet den 21 juli 2010. https://web.archive.org/web/20100721153842/http://climate.umn.edu/pdf/day_in_weather_history/july_wx_history.pdf. Läst 16 februari 2011.
10. ↑  ”Tolfte årgången (händelserna 1934)”. Svenska Dagbladet. 22 mars 1934. sid. 288. https://runeberg.org/svda/1934/0288.html. Läst 27 september 2014.
11. ↑  ”Arkiverade kopian”. Arkiverad från originalet den 26 juli 2010. https://web.archive.org/web/20100726102403/http://www.climate.umn.edu/pdf/day_in_weather_history/august_wx_history.pdf. Läst 16 februari 2011.
12. 1 2  SMHI
13. ↑  Faktakalendern 2006, Semic, 2005
14. ↑  Faktakalendern 1997, Semic, 1996
15. ↑  SMHI
16. ↑  Deutscher Wetterdienst
17. ↑  SMHI